# Turismo nos Estados Unidos

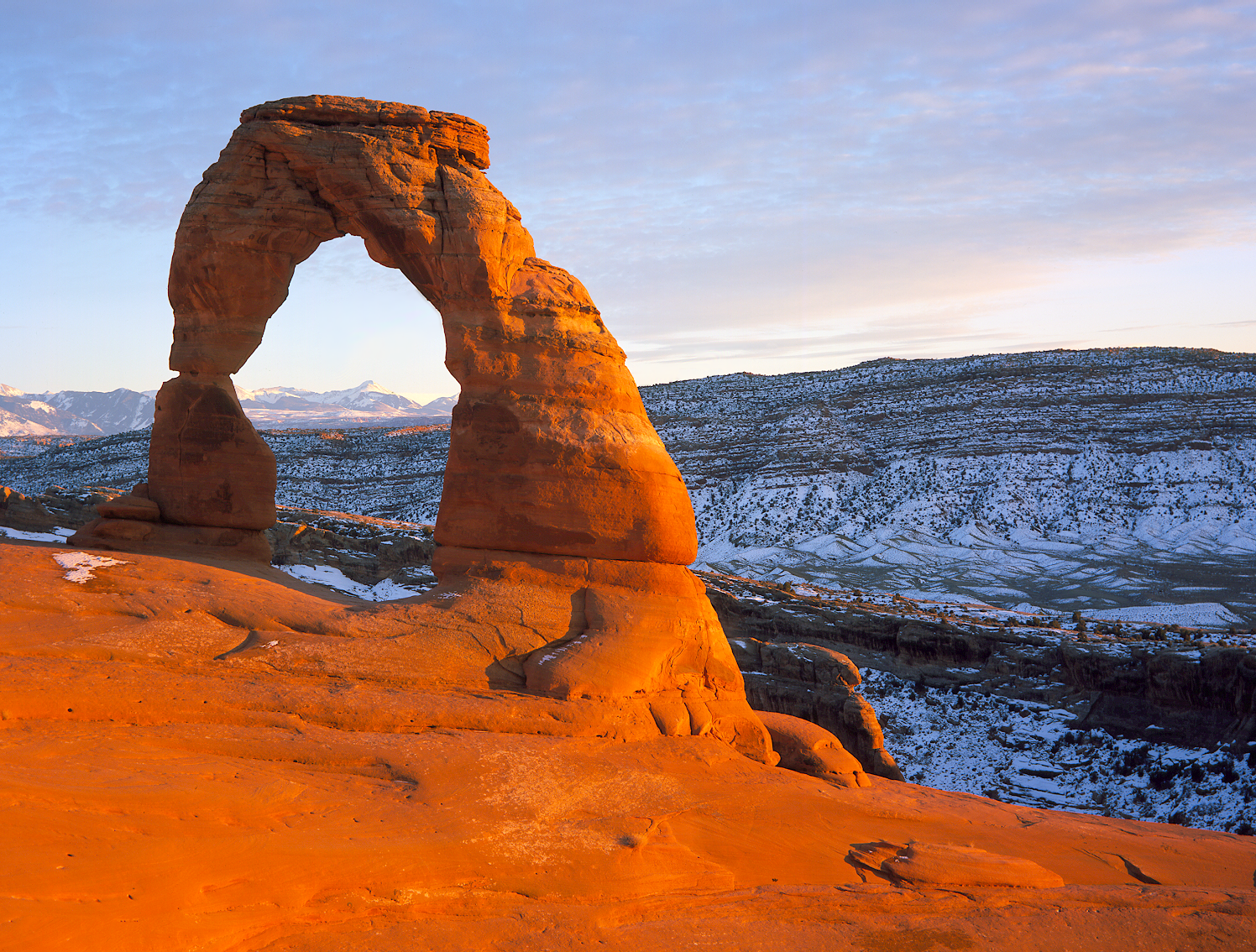
A paisagem do Oeste dos EUA fascina muitos visitantes. Parque Nacional dos Arcos, Utah.

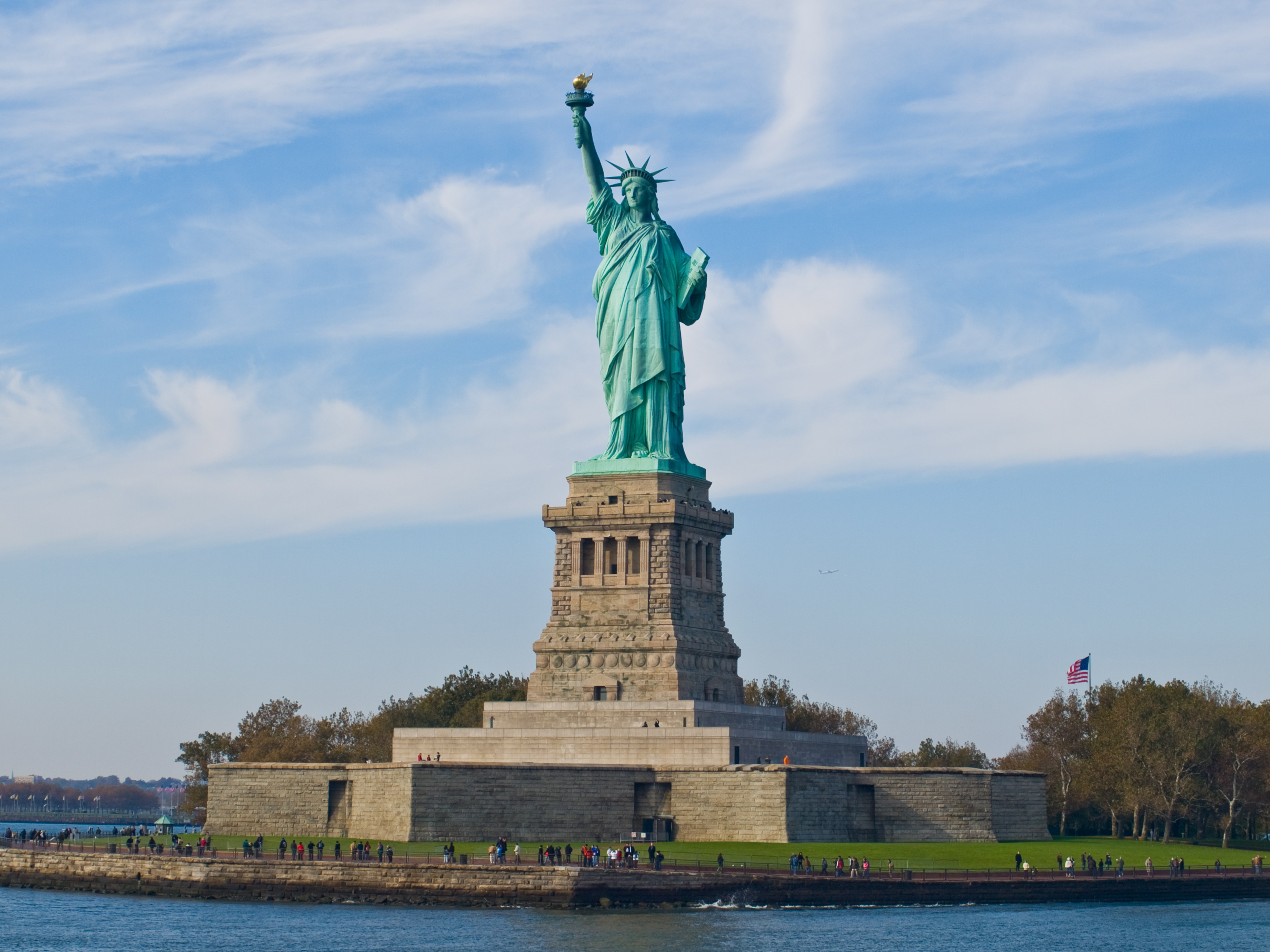
A Estátua da Liberdade, em Nova Iorque. Um dos símbolos dos Estados Unidos, é um dos principais pontos turísticos do país.

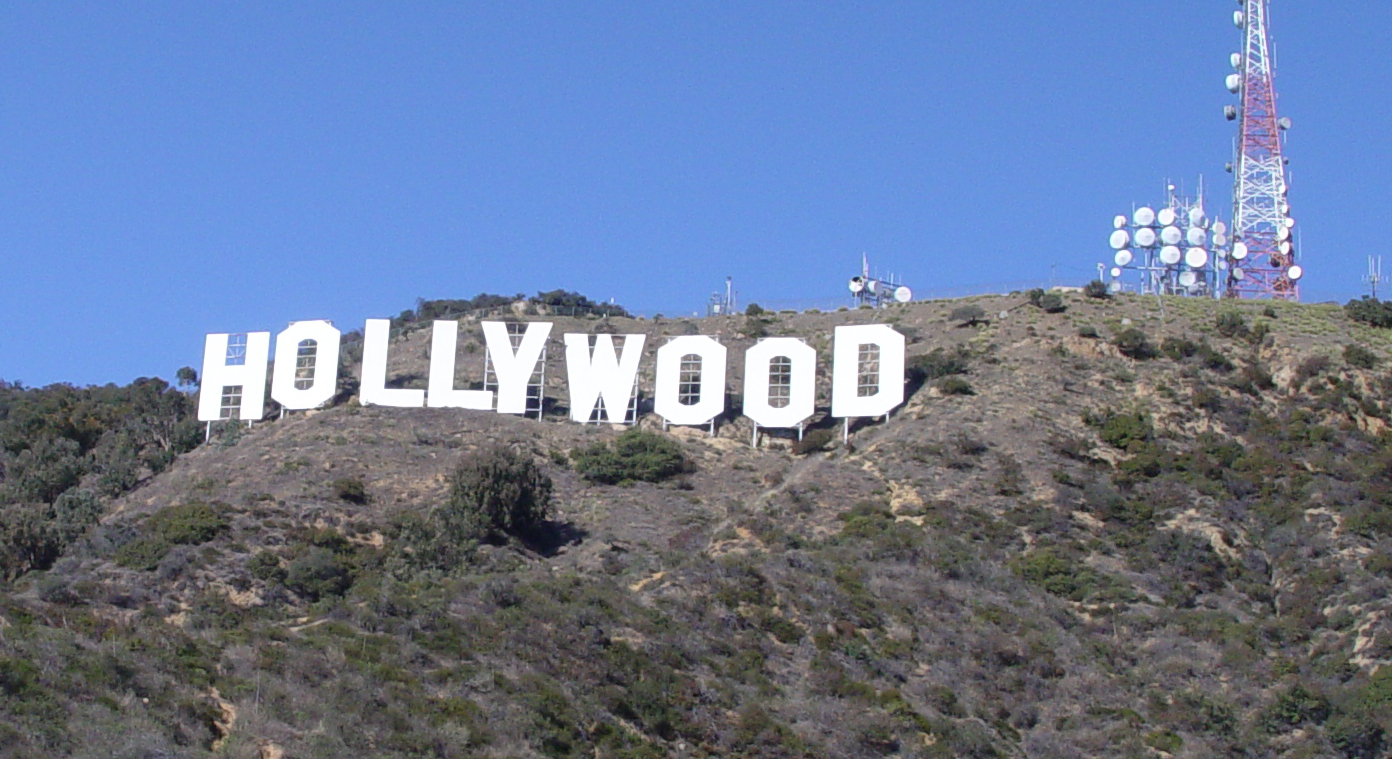
O Sinal de Hollywood, em Los Angeles.

Os Estados Unidos possuem uma grande e lucrativa indústria turística que serve milhões de turistas domésticos e internacionais. O turismo nos Estados Unidos é promovido primariamente a nível local e estadual, uma vez que o governo federal propriamente dito não promove turismo, embora regule os requerimentos de entrada para turistas internacionais. Os Estados Unidos são o terceiro país mais visitado por turistas internacionais do mundo, atrás apenas da Espanha e da França.
Nova Iorque, uma das maiores e mais influentes cidades do planeta, atrai turistas de todas as partes do mundo. É muito conhecida por possuir alguns dos principais símbolos e pontos turísticos do país, como: A Estátua da Liberdade, o Empire State Building, o Central Park, o Chrysler Building, a Times Square, a Ponte do Brooklyn, Manhattan e a Fifth Avenue.
Los Angeles, segunda maior cidade do país, é também uma das mais influentes na economia mundial. Famosa pelo distrito de Hollywood, região da cidade com um grande número de empresas ligadas à indústria cinematográfica, e pelo Sinal de Hollywood no mesmo local. As praias da cidade são: Santa Monica, Malibu, Venice Beach. Essas são extremamente requisitadas para a prática de esportes e para passeios. Encontra-se nessas praias inúmeras figuras da televisão e do cinema.
Chicago, terceira maior cidade do pais, é muito conhecida pela diversidade de sua arquitetura, presente em toda sua área urbana. O principal cartão-postal da cidade é o Sears Tower, um dos arranha-céus mais altos do planeta. Chicago é mundialmente conhecida pelos seus quilômetros de parques, suas variedades de passeios a céu
Las Vegas, apesar de não estar entre as 25 maiores cidade do país, tem uma fama mundial, devido à quantidade de cassinos existentes na cidade. É conhecida como o "Parque de Diversões da América". Na Las Vegas Boulevard, mais conhecida como Strip, encontram-se os cassinos mais imponentes do mundo, como o Stratosphere, Treasure Island, The Venetian, Paris, Bellagio, MGM Grand, Monte Carlo, New York - New York, Luxor, Mandalay Bay, Excalibur, etc.
San Diego, no litoral da Califórnia é um dos pontos preferidos para quem gosta de vida animal. A cidade têm grande fama mundial devido ao Zoológico de San Diego que é um dos maiores e mais importantes zoológicos do mundo, das praias de La Jolla, do parque temático Sea World, o
Gaslamp Quarter, o centro histórico da cidade e o Balboa Park.

## Ver também

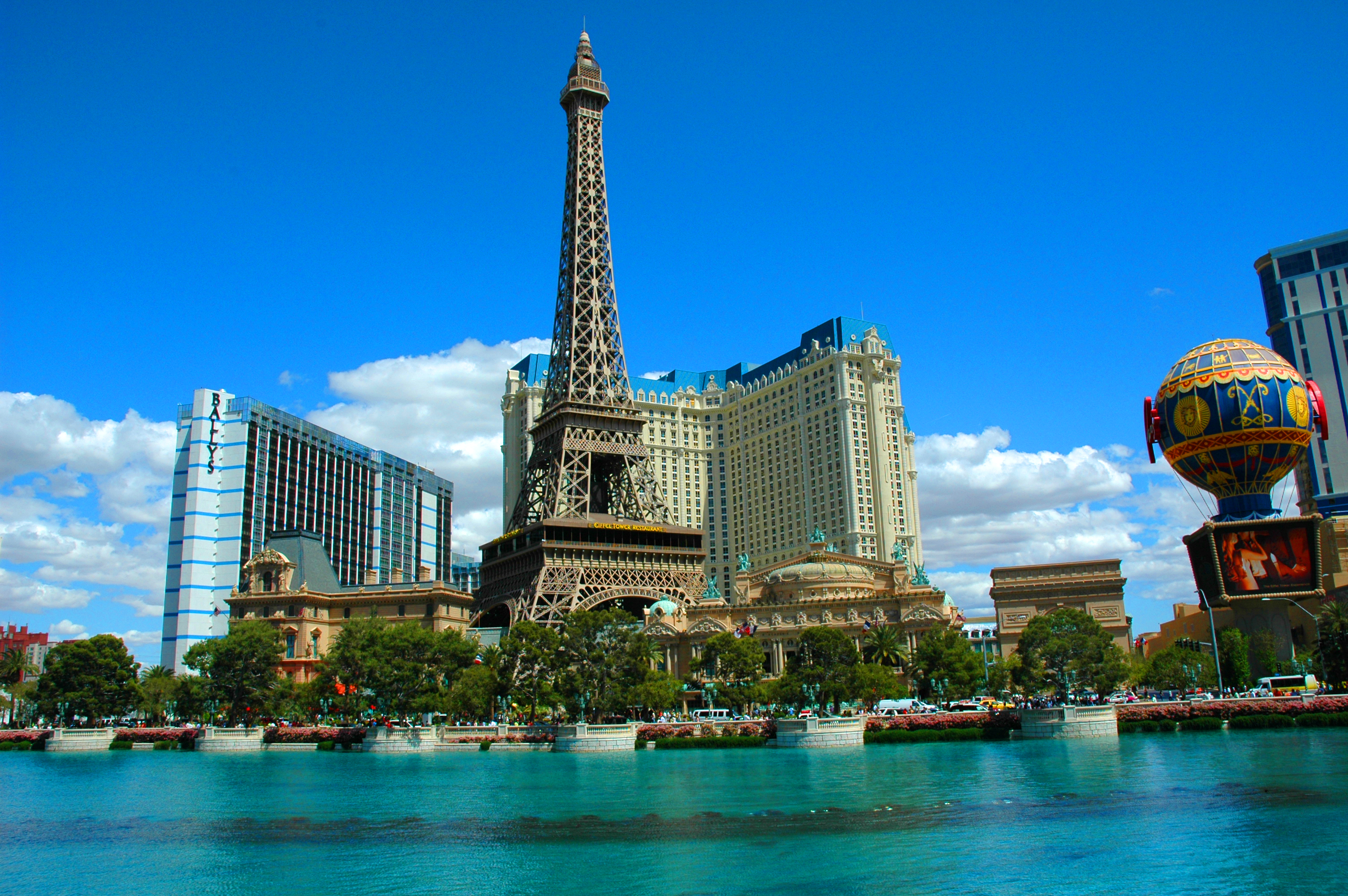
Paris Las Vegas, em Las Vegas.
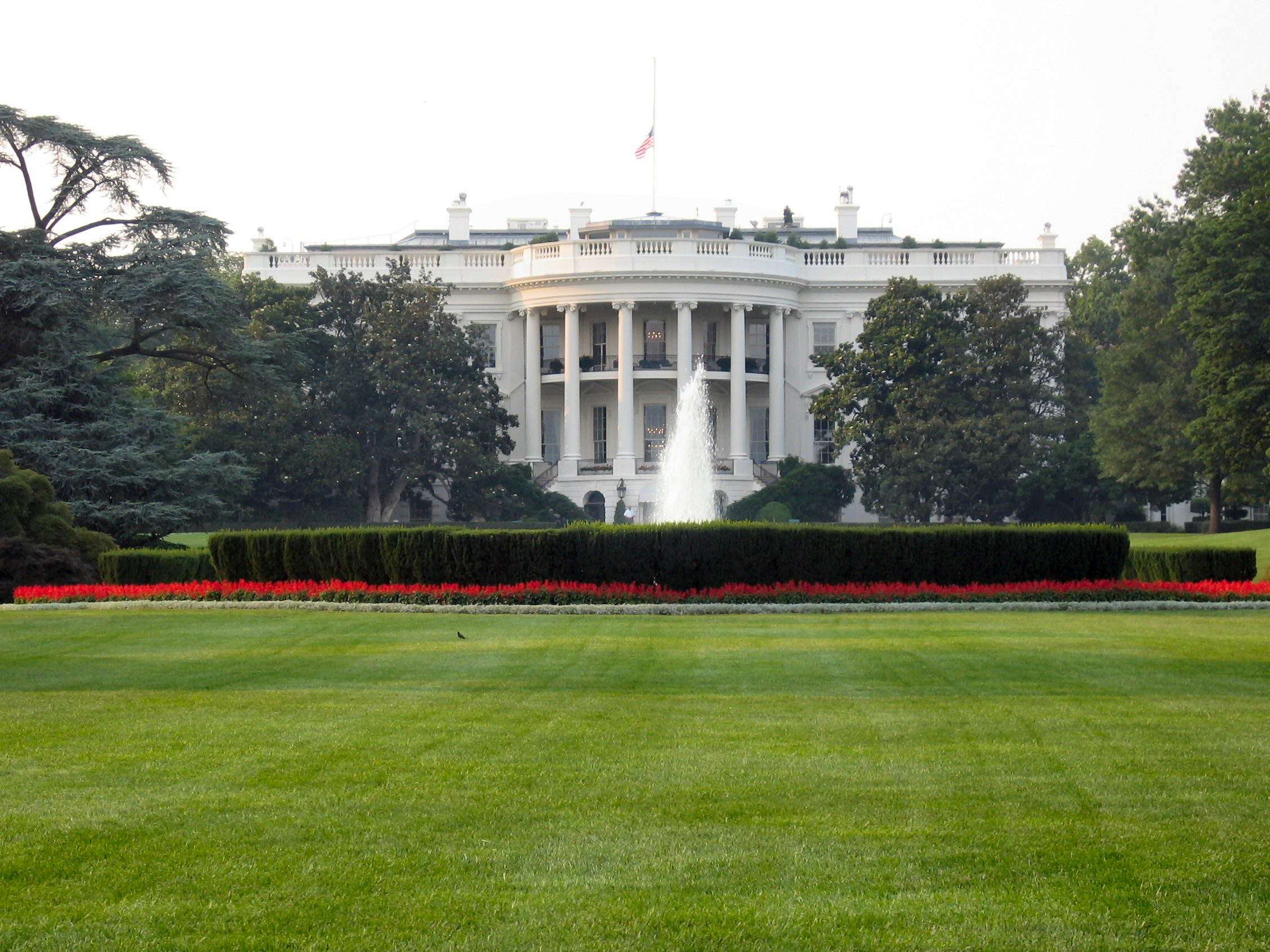
A Casa Branca, em Washington, DC.
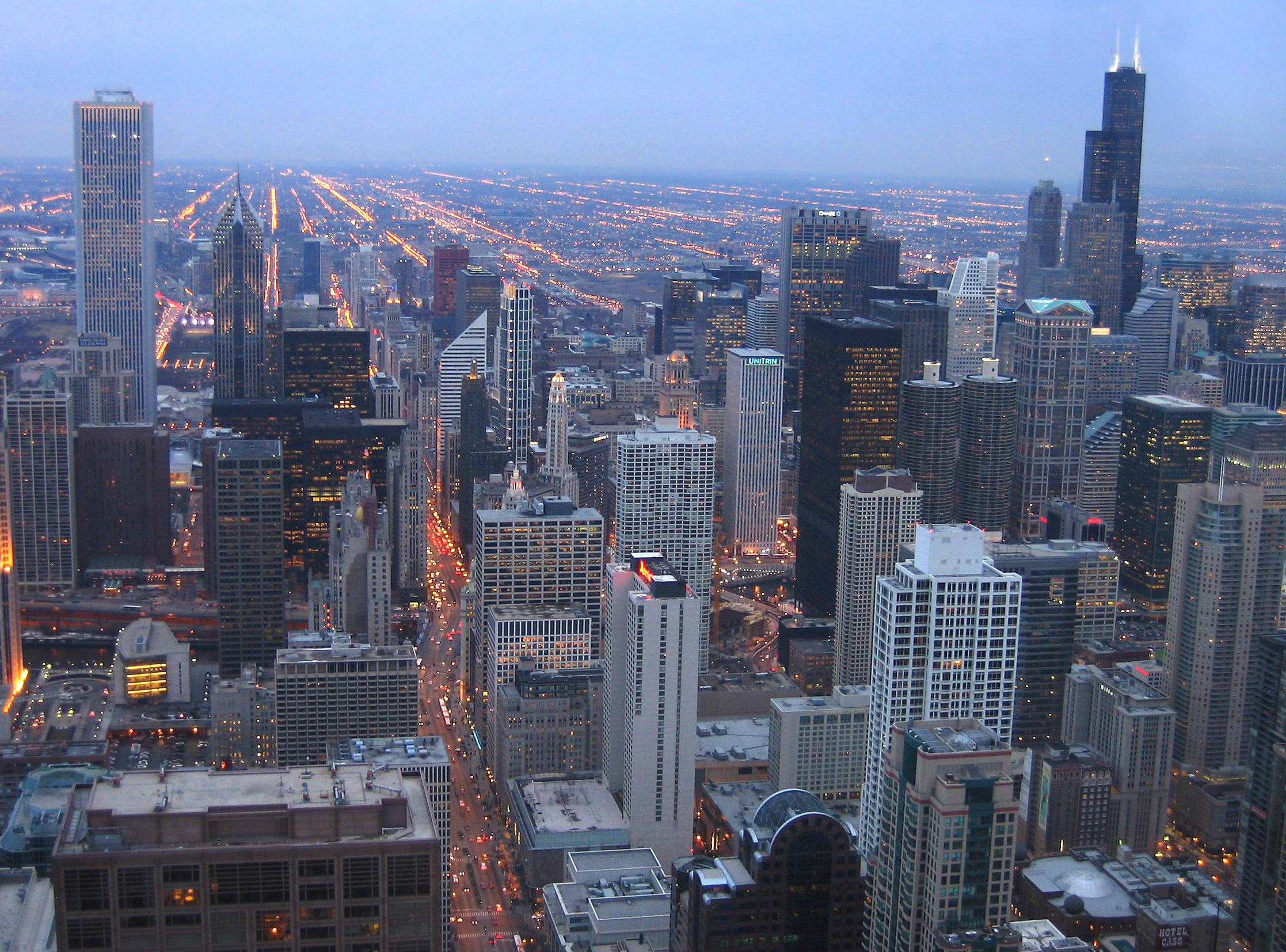
Centro de Chicago.
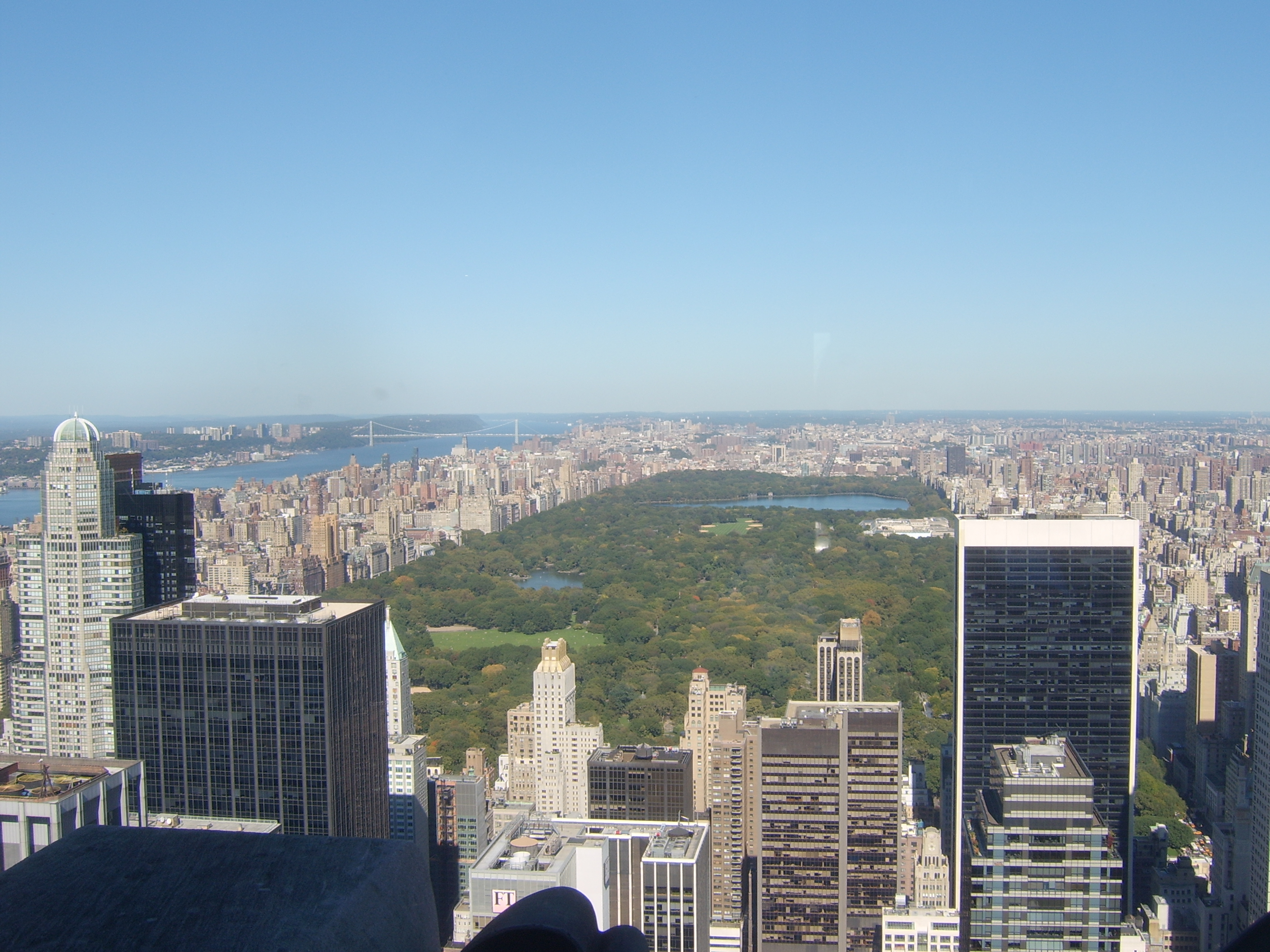
O Central Park em Nova Iorque.